# サイレント・ブレス
『サイレント・ブレス』は、日本の小説家南杏子による日本の長編推理小説。現役医師である著者のデビュー作として幻冬舎からの書き下ろしで2016年9月8日に刊行、『サイレント・ブレス 看取りのカルテ』（サイレント ブレス みとりのカルテ）と改題し幻冬舎文庫より文庫化された。大学病院から終末期の患者専門の訪問診療クリニックに左遷された女性医師が、死を待つのみの患者たちと向き合い無力感に苛まれつつ、終末期医療の大切さに目覚める姿を連作形式でミステリを交えて描き、現代の終末期医療の在り方について問う。

## 出版の経緯
2014年の春に、著者の南による「境訪問クリニック」と題した長編小説の原稿が人を介して編集者のもとに届けられる。現役医師が執筆した「看取り専門の女性医師」を主人公とする作品という点に興味を抱いて手に取った編集者は、医師ならではのディテールのリアルさ、面白さと文章の上手さから読み進め、著者が訴えたい「終末期医療」の在り方への強いメッセージに胸打たれて本作の出版を決意する。同年6月からおよそ2年かけて打ち合わせが行われ、連作形式にしたりミステリ要素を入れたりするといった改稿が施される。当初から「看取りのカルテ」という仮タイトルがつけられていたが、南のメッセージをオリジナルに表現するものとして、「サイレント・ブレス」というタイトルに決まる。2016年9月8日に単行本が幻冬舎より書き下ろしで刊行される。単行本の装丁は、印南貴行による。
2018年6月21日、南がNHKの『ラジオ深夜便』に出演し、人生の最期の迎え方について語ったところ、大きな反響があったことから文庫化が決まる。2018年7月12日に『サイレント・ブレス 看取りのカルテ』と改題し、文庫版が幻冬舎文庫より刊行される。文庫版の装画は、坂内拓による。
著者の南は、「死は『負け』であるとする考え方のもとで医療に携わっていた時期もあるが、終末期の患者と向かい合う中で徐々に考え方が変わり、その間に学んだことをミステリーも交えて描いたのが本作である」との旨を語っている。

## あらすじ
新宿医科大学病院の総合診療科で10年間勤務してきた水戸倫子は、ある日、「むさし訪問クリニック」という、在宅で最期を迎える患者を専門としている診療所への異動を言い渡される。三鷹駅の近くにあるその診療所に在籍して働き始めた倫子は、初めのうちは、余命いくばくもない患者たちと向き合うことの無力感に苛まれていた。
しかし、抗がん剤による治療を頑として拒絶する乳癌患者である知守綾子や、無理に生かされたくはないとチューブを使って流動食を胃に直接流し込む方法である胃瘻を拒否する老人、古賀芙美江の他に、高尾山の麓にある清滝駅の付近で保護された、言語障害が疑われる身元不明の少女や、22歳の筋ジストロフィー患者、天野保など、さまざまな患者と向き合っているうちに、ターミナルケアを行うことの重要性に気付いてゆく。
ブレス1 スピリチュアル・ペイン 知守綾子（45歳） 乳癌末期
新しい抗がん剤を拒否し、自宅での緩和医療が中心となっている綾子は、死ぬために戻ってきたと話す。綾子のいる離れにはスキンヘッドの中年男性が毎日のように出入りしており、ただならぬ関係のようだ。綾子は「死の受容」について「ドクター・キューブラー・ロスとの対話」の解説本を書いている。そんな綾子でも、自分の人生の終末が現実になると、深く悩むようになり、心の支えが必要になる。
病状が悪化し、腹水を抜き、モルヒネを使用するようになると、ずっと頼っていいのと口にする。酸素吸入が必要になったとき、例の男が現れ、浄楼寺住職の日高と名乗り、綾子から相談を受けて、臨床宗教師として来ていることを明らかにする。臨終が近くなると、日高は臨終勤行を執り行う。綾子が息を引き取ると、倫子は死亡を確認し、ご臨終ですと静かに頭を下げる。後日、倫子のところに、綾子と日高の共著「死ぬ瞬間のデュアログ」が届く。
ブレス2 イノバン 天野保（22歳） 筋ジストロフィー
天野保は母親の和子と二人で暮らしており、進行性筋ジストロフィーのため、人工呼吸器を使用している。倫子たちが訪問すると、保は言葉を話せるし、筋肉の力も残っており、明るく対応する。保は小型の人工呼吸器を積んだ電動車椅子で外出するなど、前向きに暮らしている。倫子が診察時に人工呼吸器のアラーム音を聞き、業者に連絡すると、和子は余計なことだと言う。大河内教授は母親の介護放棄について言及する。
保から深夜に緊急事態の電話がある。倫子たちが駆けつけると、料金滞納のため電気が切られ、人工呼吸器が動いていない。このときはなんとか切り抜けるが、和子はパートを辞め失踪する。保はボランティアの支援を受け、そのまま家に留まるが、一人でいるとき、エアホースが外れる事故が元で死亡する。保のメモにクリスマスイブには自分の大切な人が帰って来ると思うと記されており、あえて一人で過ごすようにしたのかもしれない。
ブレス3 エンバーミング 古賀芙美江（84歳） 老衰
芙美江は武蔵野市御殿山にある古くて大きな家に娘の妙子と暮らしている。老衰により、活動性は著しく低下し、食事量も落ちている。関節の可動域は狭くなっているが、本人はリハビリはつらいと拒否する。芙美江は胃瘻をせず、苦しまずに死ぬことを希望する。しかし、突然やって来た妙子の兄の純一郎は老衰の母親を治せと無理難題を言い、母親を説き伏せ、胃瘻の手術を受けさせる。自宅に戻った芙美江はひどくやつれており、あきらめたように目を閉じて動かなくなる。
胃瘻を使い200ミリリットルのパックの半分を入れ、徐々に増やす計画である。純一郎はその間に高価な祭祀具や仏具を大量に購入する。3週間後に純一郎が7パックを一気に注入し、嘔吐による窒息で芙美江は死亡する。その翌日、妙子から遺体が消えたという電話がくる。純一郎が「エンバーミング」を施し、自宅に戻す。純一郎の狙いは、祭祀財産狙いであったが、タブレットに芙美江が妙子を祭祀継承者に指定する動画が入っており、それは法的にも有効なものである。
ブレス4 ケシャンビョウ 高尾花子（推定10歳） 言語障害
その少女は真冬の深夜、高尾山のもみじ広場で倒れているところを発見され、小松夫妻が一時保護受託者となっている。仮の名前は高尾花子となる。発見時は軽い心疾患、歩行障害、言語障害があったが、歩行障害はすでに回復している。花子は極端な人見知りで、事情聴取時も小松夫妻から離れず、学校にも行っていない。花子は植物に詳しく、天気予報もよく当たり、非言語コミュニケーション能力は高い。また、食べ物の好き嫌いがあり、寿司やすき焼きは苦手である。
倫子たちが訪問したとき、妻の千夏はギョーザとニラ玉を作っている。ところが、花子は料理の盛られた皿を次々と外に投げ捨て走り去る。後を追おうとした千夏が倒れ、スイセンに含まれる毒物の中毒症状と診断される。新宿・歌舞伎町のハーブショップに捜査の手が入る。花子は大月市で発見され、黒竜江省の出身で、国際人身売買で日本に連れてこられたが、運動障害のため歌舞伎町では使えないとされ、高尾山に遺棄されたと判明する。新宿署で花子は小松と対面し、小松夫妻への感謝を口にする。小松の携帯が鳴り、千夏が意識を取り戻したと分かる。花子は小松に抱きつく。小松夫妻は花子の養親になる手続きを進める。
ブレス5 ロングターム・サバイバー 権藤勲（72歳） 膵臓癌
新宿医科大学の名誉教授で消化器癌の権威である権藤は、膵臓癌で余命3か月と診断され、大学病院での治療を拒否し、自宅療養に入る。大河内教授からは、点滴をしながらゆっくり死を迎えさせよと言われる。倫子たちは権藤家を訪問し、治療方針で一喝される。大河内教授は、人が死ぬことを負けとは思わない医師が必要だと話す。翌日、クリニックに電話が入り、倫子たちが訪問すると、権藤は点滴と痛み止め要求し、死ぬ前にやりたいことができたと話す。
倫子たちはクリニックの車に権藤を乗せ、大井競馬場の予想屋、巣鴨の商店街で佃煮屋の女性、多摩動物園で女性ガイドを訪ねる。大河内教授は、過去に手術された患者たちを訪ね歩いているのではと話す。権藤はうなずき、彼らは手術後、20年以上健康に暮らしている「スーパー・サバイバー」だと話す。権藤の病状は進み、再び一切の治療を拒否し、倫子は同意する。死が迫る中、権藤はこれでいい、君はまちがっていないと倫子に告げる。権藤家を辞去する前に、倫子は看取らせていただき、ありがとうございますと頭を下げる。後日、大河内教授は、訪問クリニックの常勤医選任において、権藤が倫子を推薦したと話す。
ブレス6 サイレント・ブレス 水戸慎一（78歳） 脳梗塞
倫子の父親・慎一が誤嚥性肺炎で高熱を出し、病院に搬送される。この半年、これは毎月のように繰り返される。倫子は家族として死を受け入れる段階に来ていると口にする。病院の医師も治療の限界だと話し、患者は本当は苦しいだけなのではと話す。慎一は終末期医療については何も意思表示していない。母親は慎一の呼吸音から頻繁に吸痰を要求し、その度に慎一の顔は苦痛に歪む。倫子は、この母親に命の限界が近いことを説明しなければならない。
倫子は母親に、お父さんと家に帰ろうか、お父さんをこれ以上苦しませたくない、お父さんが好きだった場所で自分が看取りたいと話す。倫子は母親と一緒に自宅で介護に明け暮れる。倫子の指摘で母親は公正証書を取り出し、そこには延命治療は一切拒否すると記されている。母親は倫子を妊娠していた時のことを話し、家族をあきらめるのが嫌だったと説明し、もう点滴をはずしてあげようかと口にする。この2年間で倫子は患者の意志に反する治療は不遜だと学び、苦しい延命より心地よさを優先する医療もあると知った。死が近づいても父親には苦痛の表情はなく、静かに息を引き取る。
エピローグ
父親が亡くなって1週間後に、倫子は訪問クリニックに戻る。大河内教授は大学で来期から在宅医療の講座を開くので、倫子に主任講師になってもらいたいと話す。倫子はそれを断り、人生の最後に自分を必要としてくれる人たちと向き合いたいと答える。

## 登場人物
ここでは、各話に共通する登場人物について説明する。
大河内仁（おおこうち じん）
新宿医大病院総合診療科教授。終末期医療の重要性を認識しており、「むさし訪問クリニック」を立ち上げる。
水戸倫子（みと りんこ）
新宿医大病院総合診療科医師を10年務めたあと、大河内教授の特命で「むさし訪問クリニック」へ異動する。
亀井純子（かめい じゅんこ）
「むさし訪問クリニック」の医療事務担当者。
武田康介（たけだ こうすけ）
「むさし訪問クリニック」の看護師。チャラ系であるが業務能力は高く、周囲からはコースケと呼ばれている。
ケイちゃん
ケイズ・キッチンの経営者でニューハーフ。創作料理が得意な元司法浪人生。
水戸慎一（みと しんいち）
倫子の父親。脳梗塞のため介護施設におり、意識がないまま3年が経過している。誤嚥性肺炎により入退院を繰り返している。

## 書評
小説家の盛田隆二は、「一読して、瞠目すべき作家が出現したものだと唸った」と評価している。書評家の吉田伸子は、「生とは、死とは、そして医療とは何か。大きなテーマと真摯に向き合った、骨太な一冊である」と評価している。
書評家の杉江松恋は、「エピソードの積み重ねにより、誰もが考えなければならない主題の方へと読者を誘導していく技法が卓越しており、物語としても楽しめた。新人らしからぬ筆力に脱帽である」と評価している。ノンフィクション作家の奥野修司は、「死という重いテーマがやさしく説得力のある文章で書かれたことで、より深く死を考えさせる」と評価している。
書評家の藤田香織は、「『デビュー作としては』という前置きなしで、読み応えがあり、『面白い』とも断言できる」と評価している。書評家の東えりかは、「生きている時間を大事にする、そのことをこの小説は教えてくれた」と評価している。
ダ・ヴィンチニュースには、「多くの患者に向き合い、その生死を見つめてきたからこそ、デビュー作にして心を深く揺さぶる作品が書けたのだろう」「終末期医療を描きつつも、ミステリー仕立てになっているのが面白い」との書評が掲載されている。

## 書誌情報
- サイレント・ブレス（2016年9月8日、幻冬舎、ISBN 978-4-344-02999-6）
- サイレント・ブレス 看取りのカルテ（2018年7月12日、幻冬舎文庫、ISBN 978-4-344-42776-1）